# Варлык, Озгюр
Озгюр Варлык (тур. Özgür Varlık; род. 6 февраля 1979, Анкара) — турецкий стрелок, специализирующийся в стрельбе из скоростного пистолета с 25 метров. Бронзовый призёр Игр исламской солидарности, участник Олимпийских игр.

## Биография
Озгюр Варлык родился 6 февраля 1979 года в Анкаре.

## Карьера
Озгюр Варлык начал заниматься стрельбой в 2003 году. Он входит в ассоциацию спортивных клубов «Jandarma». Тренируется под руководством Джафера Караджа.
Озгюр Варлык участвовал на Играх исламской солидарности 2017 года в Баку, где завоевал бронзу в стрельбе из пистолета с 25 метров, уступив азербайджанцу Руслану Лунёву и стрелку из Катара Ахмаду Зайеду Аль-Шамари.
В 2019 году завоевал золотую медаль чемпионата Турции в стрельбе из пистолета с 50 метров и стал бронзовым призёром в скоростной стрельбе с 25 метров. Его результаты составили 744,8 (535 + 209,8) и 587 баллов, соответственно.
В том же году он выступил на вторых Европейских играх в Минске и сумел выйти в финал соревнований в стрельбе из скоростного пистолета с 25 метров. Он набрал 580 очков в квалификации, и факт выхода в финал обеспечил ему путёвку на летние Олимпийские игры 2020 года в Токио. Тем не менее, в финале турецкий стрелок занял последнее, шестое место.
Завоевание путёвки на Олимпиаду достижение стало для турецких стрелков первым в дисциплине скоростной пистолет. Тем не менее, Озгюр Варлык ставит целью завоевание медали.
Из-за пандемии коронавируса, Олимпийские игры были перенесены на 2021 год.